# Knower
Knower, ou sa variation typographique KNOWER, est un duo de musique électronique indépendant américain qui a connu le succès en publiant sa musique en ligne. Le groupe est composé de Louis Cole et Genevieve Artadi. Leur groupe complet est un groupe de jazz-funk qui comprend des saxophones (Sam Gendel notamment), le bassiste Sam Wilkes et des claviéristes.

## Formation
Louis Cole a étudié la musique à Los Angeles, en Californie, puis a obtenu son diplôme du programme d'études de jazz de l'USC Thornton en 2009. Il est devenu ami avec son compatriote musicien Jack Conte en 2006. Tous deux ont composé et enregistré des chansons diffusées sur la chaîne YouTube de Conte. Jack Conte a suggéré à Cole de commencer à publier sa propre musique en ligne.     
Genevieve Artadi a également étudié la musique à Los Angeles. Elle a obtenu une licence (bachelor's degree) en études de jazz à la California State University (CSU) de Northridge et un master à la CSU de Long Beach. Genevieve enseigne également le chant jazz et la musique au Musicians Institute.     
Louis Cole a rencontré Genevieve Artadi par l'intermédiaire du saxophoniste Robby Marshall, basé à Los Angeles. Ils ont ensuite uni leurs forces en 2009 pour créer une musique électro-pop / funk / jazz.     
Ils ont sorti leur premier album en 2010. En outre, ils gèrent leurs propres carrières respectives, collaborant souvent les uns avec les autres pour les projets en solo. 

## Carrière
Au début de l'année 2010, le groupe a commencé à mettre sa musique en ligne sur YouTube. Leur première vidéo, une reprise de la chanson 3 de Britney Spears, a eu beaucoup de succès rapidement grâce à la promotion de Jack Conte sur YouTube. Window Shop (enregistré à l'origine sur le premier album de Louis Cole) a également eu beaucoup de succès grâce à une première page de YouTube. La même année, ils lancent leur premier album intitulé Louis Cole and Genevieve Artadi. 
L'année suivante, en 2011, leur deuxième album, Think Thoughts, sort. Des chansons telles que Around et I Remember présentent des rythmes de funk lourds. Peu de temps après la sortie de cet album, le groupe a collaboré avec Pomplamoose pour sortir un single, It Goes On. Arborant le son électro-funk distinctif du groupe, le single donne une visibilité accrue au duo.
Let Go, le troisième album de Knower, est sorti en 2013. Ils ont suivi la sortie de Let Go avec une performance au Festival Bonnaroo avec Soul Khan, Jenny Suk et Black Violin. Knower s'est également rendu sur la côte est des États-Unis avec le duo WeYou, composé de Nate Wood et de Jesske Hume. 
En 2014, Knower a sorti le single ne figurant sur aucun album I Must Be Dreaming et a fait une tournée sur la côte est et le sud. Ils ont également été présentés par Quincy Jones dans une nouvelle série de concerts d'artistes à Los Angeles. Leur chanson Fuck the Makeup, Skip the Shower a été présentée sur FlyLo FM dans la version next-gen de Grand Theft Auto V. 
En 2015, Knower a enregistré avec le collectif Snarky Puppy sur son Family Dinner – Volume 2 (en). 
En 2016, ils ont formé un groupe de cinq musiciens comme formation alternative. Outre les membres principaux, le groupe, à divers moments, comprenait Tim Lefebvre, Dennis Hamm, Sam Wilkes, Sam Gendel, Nate Wood et Jonah Nilsson. Leur tournée européenne de 2016, ainsi que certaines parties de la tournée américaine, incluait ce groupe live. 
En 2017, la popularité du groupe a commencé à croître aux États-Unis et encore plus en Europe. Ils ont donné des concerts chaque mois à l'étranger. En juillet, Knower a ouvert pour les Red Hot Chili Peppers dans quatre grandes villes européennes. Le duo continue à écrire de la musique pour des artistes de premier plan et des bandes originales de films, et à se produire en tant que Knower. 
En 2018, Knower fait une tournée en Europe, à Hong Kong, au Japon et aux États-Unis continentaux, poursuit le groupe live et dévoile un duo régénéré avec Artadi et Cole. 
Cole et Gendel sont soupçonnés d’être à l’origine de la formation surréaliste Clown Core, influencée par le grindcore. 

## Membres
Membres permanents
- Genevieve Artadi — chant, compositeur / compositeur, claviers, guitare basse (2009 – présent)
- Louis Cole — multi-instrumentiste, percussions, claviers, voix, cordes, direction de chœur (2009 – présent)

Membres du groupe complet, invités ou anciens membres
- Tim Lefebvre — basse
- Sam Wilkes — basse
- Sam Gendel — saxophone
- David Binney — saxophone
- John Escreet — piano
- Vikram Devasthali — raps
- Aya Toyoshima — trombone
- Jack Conte — clavier, batterie
- Nataly Dawn — basse, voix
- Adam Ratner — guitare
- Rai Thistlethwayte — clavier
- Dennis Hamm — clavier
- Jacob Mann — clavier
- Thom Gill — guitare, chant
- Jonah Nilsson — clavier
- MonoNeon — basse

## Discographie

### Albums
- 2010 : Louis Cole and Genevieve Artadi
- 2011 : Think Thoughts
- 2013 : Let Go
- 2016 : Life
- 2023 : Knower Forever[15]

### Vidéos
- 2010 : 3 (Britney Spears) [reprise]
- 2010 : Baby [reprise]
- 2010 : Window Shop
- 2010 : Cloudwalker
- 2010 : Like a Storm
- 2010 : The Mystery of a Burning Fire [feat. Sam Gendel]
- 2010 : All I Want
- 2010 : Trust the Light
- 2011 : It Goes On [feat. Pomplamoose]
- 2011 : Say What You Say
- 2011 : E.T. [reprise]
- 2011 : Before
- 2011 : Blow [reprise]
- 2011 : Gotta be Another Way
- 2011 : Around
- 2011 : I Remember
- 2011 : Promises [Nero] reprise
- 2012 : Paying the Price [feat Tim Lefebvre]
- 2012 : Things About you
- 2012 : That's Where you Are.
- 2012 : Till the World Ends [reprise]
- 2012 : Dreaming on Forever
- 2013 : What's in your Heart
- 2013 : Stay [reprise]
- 2013 : P.Y.T. [reprise]
- 2013 : Time Traveler
- 2013 : Get Lucky [reprise]
- 2013 : Burn [reprise d'Ellie Goulding]
- 2014 : Lady Gaga
- 2014 : I Must be Dreaming
- 2014 : Fuck the Makeup, Skip the Shower
- 2015 : Hanging On
- 2016 : The Govt. Knows
- 2016 : Butts T**s Money
- 2016 : More Than Just Another Try
- 2017 : Overtime
- 2017 : Time Traveler
- 2023 : I'm The President
- 2023 : The Abyss
- 2023 : Crash The Car
- 2023 : Do Hot Girls Like Chords?
- 2023 : Real Nice Moment
- 2023 : Nightmare
- 2024 : It's All Nothing Until It's Everything